# ルピタ・ニョンゴ
ルピタ・モンディ・ニョンゴ（Lupita Amondi Nyong'o, 1983年3月1日 - ）は、ケニアとメキシコの女優、映画及びミュージック・ビデオ監督。
ケニア人の両親のもとにメキシコで生まれ、すぐにケニアに帰国して育った。現在はアメリカ合衆国を拠点に活躍する。スティーヴ・マックイーン監督の映画『それでも夜は明ける』（2013年）での演技が絶賛され、アカデミー助演女優賞などを受賞した。

## 生い立ち
メキシコのメキシコシティで、ドロシーとピーター・アニャング・ニョンゴのもとに生まれた。その直後に両親はグアダルーペ（Guadalupe）の聖母のにちなんでルピタ（Lupita）と名付けた。彼女はルオ族の家系であり、6人兄弟のうちの2人目である。父親はケニアの元医療大臣であった。ルピタの誕生時に彼はエル・コレヒオ・デ・メヒコで政治学の講師として働いた。
彼女が1歳未満の頃、父親がナイロビ大学の教授となったために家族と共にケニアに戻った。主にケニアで育った彼女は自分を「郊外の中産階級」であったと生い立ちを説明した。16歳の頃に両親はスペイン語を学ばせるために彼女を7ヶ月間メキシコに送った。この間に彼女はタクスコに住み、メキシコ国立自治大学の外国人向けの学習センターで授業を受けた。
2013年時点ではニューヨーク州ブルックリン区に住んでいる。英語、スペイン語、スワヒリ語、ルオ語に堪能である。

## 学歴とキャリア
幼少期は家族と共によく演劇を鑑賞して育った。初めての演技はケニアの女学校時代に出演した舞台『オリバー・ツイスト』での脇役であった。14歳の頃、ナイロビのフェニックス・プレイヤー製作の舞台『ロミオとジュリエット』のジュリエット役でプロデビューを果たした。ニョンゴはプロ俳優を志すきっかけは『カラーパープル』のウーピー・ゴールドバーグとオプラ・ウィンフリーの演技に感動したことであると述べている。
ニョンゴはハンプシャー大学で映画と演劇の学位を得て卒業した後、フェルナンド・メイレレスの『ナイロビの蜂』、レイフ・ファインズやミーラー・ナーイルの『その名にちなんで』などに製作スタッフとして参加した。彼女は女優としてのキャリアを追求するインスピレーションを受けた人物として、ファインズを挙げている。
2008年のマーク・グレイが監督し、ブルックリン区で撮影された短編映画『East River』に出演した。2008年にケニアに戻り同国のテレビシリーズ『Shuga』に出演した。2009年にケニアのアルビノの治療についてのドキュメンタリー映画『In My Genes』の監督・脚本・製作を務め、同作は多くの映画祭で上映された。またWahu ft. Bobi Wineのミュージックビデオ「The Little Things You Do」を監督し、2009年のMTVアフリカ・ミュージック・アワードのビデオ賞にノミネートされた。
その後、彼女はイェール大学の演技プログラムに入った。大学時代に彼女はガートルード・スタインの『Doctor Faustus Lights the Lights』、アントン・チェーホフの『ワーニャ伯父さん』、ウィリアム・シェイクスピアの『じゃじゃ馬ならし』と『冬物語』といった舞台作品に出演し、ハーシェル・ウィリアムズ賞も獲得した。
2012年に大学を卒業し、修士号を得る前に『それでも夜は明ける』にキャスティングされた。『それでも夜は明ける』は2013年公開の映画で最も絶賛された作品の1つとなった。ニョンゴの演技も絶賛され、アカデミー助演女優賞や全米映画俳優組合賞助演女優賞を獲得した。2014年にはリーアム・ニーソンと共演した映画『フライト・ゲーム』が公開された。
『アス』では一人二役を演じた。
フェミニストであり、女性の権利のために様々な活動を実施している。

## フィルモグラフィ

### 長編映画
※太字表記は主演。
| 年   | 題名                                                                       | 役名                                    | 備考           | 吹替               |
| ---- | -------------------------------------------------------------------------- | --------------------------------------- | -------------- | ------------------ |
| 2013 | それでも夜は明ける 12 Years a Slave                                        | パッツィー                              |                | 竹田まどか         |
| 2014 | フライト・ゲーム Non-Stop                                                  | グウェン・ロイド                        | 杉浦慶子       |                    |
| 2015 | スター・ウォーズ/フォースの覚醒 Star Wars: The Force Awakens               | マズ・カナタ                            | 杉本ゆう       |                    |
| 2016 | ジャングル・ブック The Jungle Book                                         | ラクシャ                                | 声の出演       | 宮沢りえ           |
| 2016 | 奇跡のチェックメイト クイーン・オブ・カトゥエ Queen of Katwe               | ナク・ハリエット                        | 日本劇場未公開 |                    |
| 2017 | スター・ウォーズ/最後のジェダイ Star Wars: The Last Jedi                   | マズ・カナタ                            |                | 杉本ゆう           |
| 2018 | ブラックパンサー Black Panther                                             | ナキア                                  | 皆川純子       |                    |
| 2019 | アス Us                                                                    | アデレード・ウィルソン                  | 森夏姫         |                    |
| 2019 | リトル・モンスターズ Little Monsters                                       | オードリー・キャロライン                | 森なな子       |                    |
| 2019 | スター・ウォーズ/スカイウォーカーの夜明け Star Wars: The Rise Of Skywalker | マズ・カナタ                            | [ 23 ]         | 杉本ゆう           |
| 2022 | 355 The 355                                                                | ハディージャ                            |                | 杉本ゆう           |
| 2022 | ブラックパンサー/ワカンダ・フォーエバー Black Panther: Wakanda Forever     | ナキア                                  | 皆川純子       |                    |
| 2024 | クワイエット・プレイス:DAY 1 A Quiet Place: Day One                        | サミラ（サム）                          | 杉本ゆう       |                    |
| 2024 | 野生の島のロズ The Wild Robot                                              | ROZZUM7134 / ロズ ROZZUM6262 / ラミッジ | 声の出演       | 綾瀬はるか（ロズ） |
| 2026 | オデュッセイア (映画) The Odyssey                                          | TBA                                     |                |                    |

### 短編映画
| 年   | 題名       | 役名 |
| ---- | ---------- | ---- |
| 2008 | East River | F    |

### テレビシリーズ
| 年        | 題名  | 役名  | 備考                    |
| --------- | ----- | ----- | ----------------------- |
| 2009-2012 | Shuga | Ayira | ミニシリーズ、計5話出演 |

### 舞台
- Eclipsed（2015年）[25]

### その他
- スター・ツアーズ:ザ・アドベンチャーズ・コンティニュー（マズ・カナタ）

## 授賞とノミネート
| 賞名                             | 年   | 部門       | 候補作                                  | 結果 |
| -------------------------------- | ---- | ---------- | --------------------------------------- | ---- |
| アカデミー賞                     | 2013 | 助演女優賞 | 『それでも夜は明ける』 12 Years a Slave | 受賞 |
| ロサンゼルス映画批評家協会賞     | 2013 | 助演女優賞 | 『それでも夜は明ける』 12 Years a Slave | 受賞 |
| クリティクス・チョイス・アワード | 2013 | 助演女優賞 | 『それでも夜は明ける』 12 Years a Slave | 受賞 |
| 全米映画俳優組合賞               | 2013 | 助演女優賞 | 『それでも夜は明ける』 12 Years a Slave | 受賞 |

## 日本語吹き替え
『スター・ウォーズ/フォースの覚醒』以降、主に杉本ゆうが担当している。
このほかにも、皆川純子、竹田まどか、杉浦慶子、森夏姫、森なな子なども声を当てている。